# Летние Олимпийские игры 1924
VIII ле́тние Олимпи́йские и́гры (англ. 1924 Summer Olympics, фр. Jeux olympiques d'été de 1924, официальное название — И́гры VIII Олимпиа́ды) проходили в Париже, столице Франции, с 4 мая по 27 июля 1924 года. Ранее в Париже Олимпийские игры проходили в 1900 году.

## Выбор столицы Олимпиады
На организацию Олимпиады-24 претендовали шесть городов: Амстердам, Барселона, Лос-Анджелес, Париж, Прага и Рим. Так как в 1924 году исполнялось 30 лет современному олимпийскому движению, отмечая заслуги Кубертена, было принято решение провести Игры VIII Олимпиады в Париже. Столица Франции стала первым городом, которому МОК дважды доверил организацию Олимпийских игр.

## Организация соревнований
Организация соревнований была безупречной, они побили все рекорды по количеству участников. Команду Германии, как и на предыдущие игры, не пригласили. Парижские игры были одними из самых посещаемых. В общем их смотрели 625 821 человек. Сумма кассовых сборов 5 496 610 франков того времени. Из них 1 миллион 88 тысяч франков принес футбол, полтора миллиона — лёгкая атлетика и 758 франков (93 зрителя) — современное пятиборье.
VIII олимпиада была последней олимпиадой, подготовкой которой руководил Пьер де Кубертен.
Впервые на олимпиаде появился олимпийский девиз. Олимпийский девиз состоит из трёх латинских слов — «Citius, Altius, Fortius!» (русский перевод — «Быстрее, выше, сильнее!»).
Длина марафонской дистанции была принята равной 42 195 метрам, какой она является и по сей день.

## Участники
В Олимпиаде 1924 года приняли участие следующие страны: Австралия, Австрия, Аргентина, Бельгия, Болгария, Бразилия, Великобритания, Венгрия, Греция, Гаити, Дания, Египет, Индия, Ирландия, Испания, Италия, Канада, Королевство сербов, хорватов и словенцев, Куба, Латвия, Литва, Люксембург, Мексика, Монако, Нидерланды, Новая Зеландия, Норвегия, Польша, Португалия, Румыния, США, Турция, Уругвай, Филиппины, Финляндия, Франция, Чехословакия, Чили, Швеция, Швейцария, Эквадор, Эстония, Южная Африка, Япония. Из них спортсмены Ирландии, Литвы, Латвии, Мексики, Польши, Румынии, Уругвая, Филиппин и Эквадора участвовали в Играх впервые.

## Олимпийские виды спорта
Соревнования проводились в следующих видах спорта: бокс, борьба, велоспорт, гимнастика, академическая гребля, конный спорт, лёгкая атлетика, парусный спорт, плавание, поло, регби, современное пятиборье, стрелковый спорт, теннис, тяжёлая атлетика, фехтование и футбол.
В столице Франции в последний раз на Олимпийских играх проводились соревнования по регби, и в последний раз перед большим перерывом — по теннису. И в тех, и в других победили спортсмены Соединённых Штатов Америки.
Во время показательных выступлений публике были представлены французский бокс, баскская игра в мяч и — в программе детского праздника — встречи по волейболу и баскетболу.
Женщины участвовали в соревнованиях по плаванию и прыжкам в воду, теннису и впервые по фехтованию.

## Церемония открытия
Олимпиаду 5 июля (некоторые соревнования проходили раньше) открыл президент Французской Республики Гастон Думерг. На почётной трибуне рядом с ним находились принц Уэльский — будущий король Великобритании Эдуард VIII, принц Кароль Румынский и немало других венценосных особ. Празднику открытия Олимпиады предшествовала религиозная церемония в соборе Нотр-Дам, во время которой архиепископ Парижа кардинал Дюбуа выступил с проповедью.

## Состязания и герои Игр
На VIII Олимпийских играх было показано много отличных результатов. По лёгкой атлетике было установлено восемь мировых и четырнадцать олимпийских рекордов, по плаванию — четыре мировых рекорда, причём во всех одиннадцати видах плавания были улучшены олимпийские рекорды.
Финский бегун Пааво Нурми, как и четыре года назад, был признан лучшим спортсменом Игр, он завоевал на VIII олимпиаде 5 золотых медалей. Его соотечественник Вилле Ритола, который жил и тренировался в Соединенных Штатах и специально был отозван на родину перед Олимпиадой, выиграл бег на 10 000 метров, на 3000 метров с препятствиями; кроме того, он получил золотую медаль за победу в командном первенстве в беге на 3000 метров и серебряную — в беге на 5000 метров.
Пять медалей, из них три золотые, завоевал французский фехтовальщик Роже Дюкре. Он выиграл личный турнир рапиристов и в составе команды — турниры рапиристов и шпажистов. Две серебряные медали он получил в личных соревнованиях по фехтованию на саблях и шпагах.

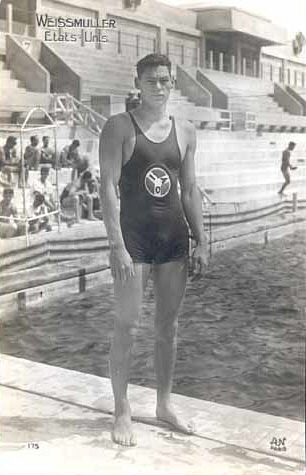
Джон Вайсмюллер

В напряжённой борьбе проходили в бассейне «Турель» соревнования пловцов. Блестяще выступил американец Джонни Вайсмюллер, победивший на обеих главных дистанциях — 100 и 400 метров вольным стилем.
Две бронзовые медали в стрельбе по «бегущему оленю» получил Альфред Сван. Всего на Олимпийских играх 1912, 1920 и 1924 годов он завоевал три золотые, три серебряные и три бронзовые медали. Его отец Оскар тоже был удостоен медалей (трёх золотых, одной серебряной и двух бронзовых) на трёх Олимпиадах — 1908, 1912 и 1920 годов. Так выдающиеся шведские стрелки, отец и сын, завоевали шесть золотых, четыре серебряные и пять бронзовых медалей. Это единственный случай в истории современных Олимпийских игр. В древности известен лишь один подобный семейный успех. Спартанец Гиппостенес в 632—608 гг. до н. э. шесть раз выходил победителем в олимпийских состязаниях по борьбе, и в том же виде спорта его сын Хетоймеклес пять раз получал оливковую ветвь победителя.
Футбольный турнир собрал 22 команды. Впервые на Олимпиаде выступили заокеанские футболисты — уругвайцы. Новички в блестящем стиле разгромили с внушительным счётом — 7:0 — сильную команду Королевства сербов, хорватов и словенцев. Все эксперты единодушно признали, что эта команда была не просто победителем, а действительно лучшей в техническом и тактическом отношении командой турнира.
В водном поло Франция нарушила гегемонию англичан, выигрывавших три последние Олимпиады. Правда, своей победой французы обязаны венграм, которые выбили команду Великобритании из предварительных соревнований.

## Статистика наград
Начиная с 1924 года при подведении итогов борьбы в неофициальном командном зачёте стали учитывать шесть призовых мест, занятых спортсменами и командами: первое место оценивалось в 7- очков, второе — в 5 очков, третье — в 4, четвёртое — в 3, пятое — в 2, шестое — в 1 очко.
| Летние Олимпийские Игры 1924 |                                          |     |     |     |       |
| Место                        | Страна                                   | 1   | 2   | 3   | Итого |
| 1                            | США                                      | 45  | 27  | 27  | 99    |
| 2                            | Финляндия                                | 14  | 13  | 10  | 37    |
| 3                            | Франция                                  | 13  | 15  | 10  | 38    |
| 4                            | Великобритания                           | 9   | 13  | 12  | 34    |
| 5                            | Италия                                   | 8   | 3   | 5   | 16    |
| 6                            | Швейцария                                | 7   | 8   | 10  | 25    |
| 7                            | Норвегия                                 | 5   | 2   | 3   | 10    |
| 8                            | Швеция                                   | 4   | 13  | 12  | 29    |
| 9                            | Нидерланды                               | 4   | 1   | 5   | 10    |
| 10                           | Бельгия                                  | 3   | 7   | 3   | 13    |
| 11                           | Австралия                                | 3   | 1   | 2   | 6     |
| 12                           | Дания                                    | 2   | 5   | 2   | 9     |
| 13                           | Венгрия                                  | 2   | 3   | 4   | 9     |
| 14                           | Королевство сербов, хорватов и словенцев | 2   | 0   | 0   | 2     |
| 15                           | Чехословакия                             | 1   | 4   | 5   | 10    |
| 16                           | Аргентина                                | 1   | 3   | 2   | 6     |
| 17                           | Эстония                                  | 1   | 1   | 4   | 6     |
| 18                           | Южная Африка                             | 1   | 1   | 1   | 3     |
| 19                           | Уругвай                                  | 1   | 0   | 0   | 1     |
| 20                           | Австрия                                  | 0   | 3   | 1   | 4     |
| 20                           | Канада                                   | 0   | 3   | 1   | 4     |
| 22                           | Польша                                   | 0   | 1   | 1   | 2     |
| 23                           | Гаити                                    | 0   | 0   | 1   | 1     |
| 23                           | Япония                                   | 0   | 0   | 1   | 1     |
| 23                           | Новая Зеландия                           | 0   | 0   | 1   | 1     |
| 23                           | Португалия                               | 0   | 0   | 1   | 1     |
| 23                           | Румыния                                  | 0   | 0   | 1   | 1     |
|                              |                                          | 126 | 127 | 125 | 378   |

## Призёры игр
- Список призёров летних Олимпийских игр 1924